# Jomo Kenyatta

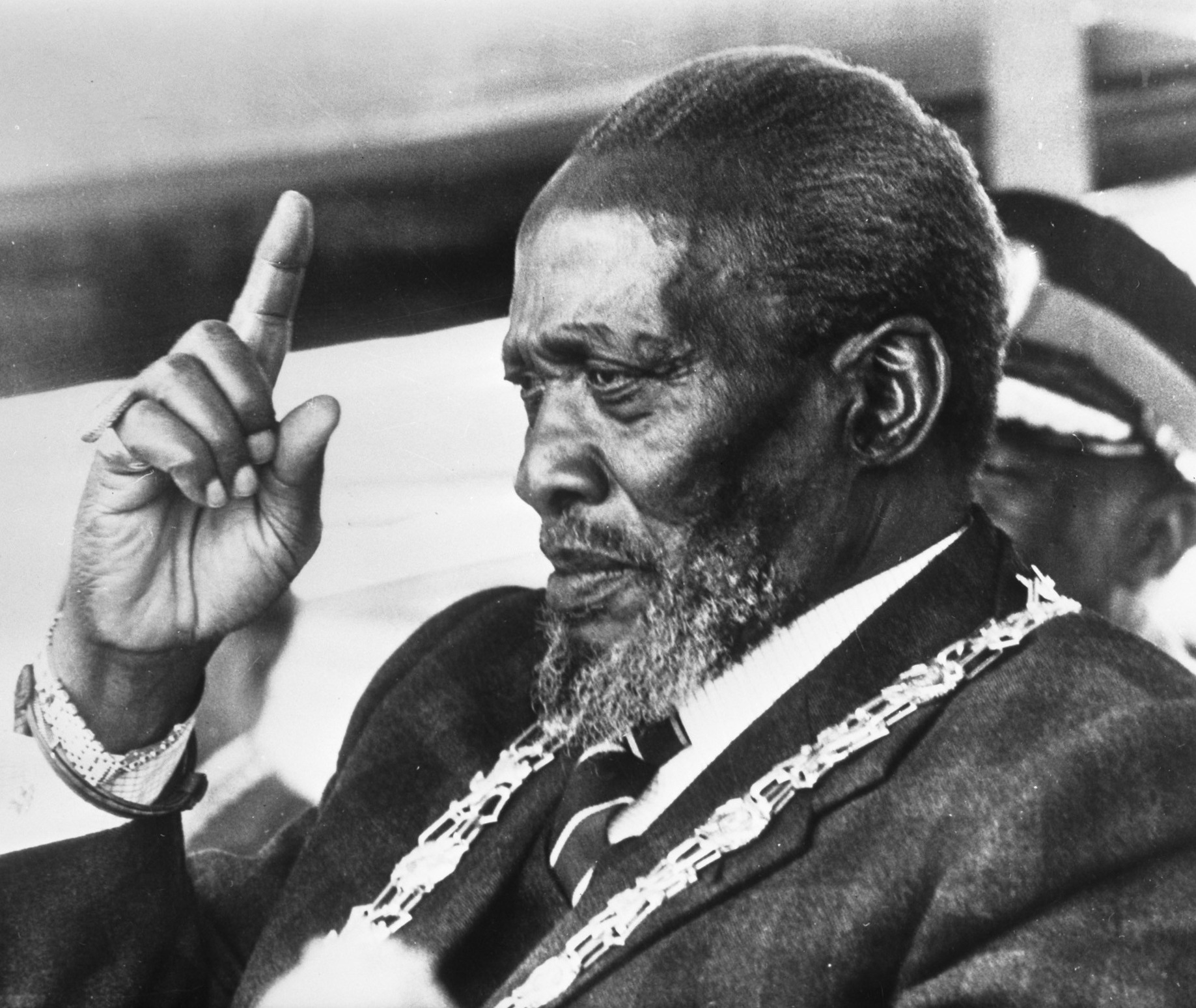
Jomo Kenyatta, 1978

Jomo Kenyatta (* Ende des 19. Jahrhunderts in Britisch-Ostafrika als Johnstone Kamau; † 22. August 1978 in Mombasa) wurde 1963 mit der Unabhängigkeit Kenias erster Ministerpräsident des Landes. 1964 wurde er nach der Proklamation Kenias zur Republik deren erster Staatspräsident.

## Leben

### Kindheit und Jugend

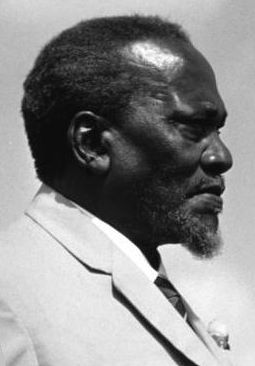
Jomo Kenyatta, 1966

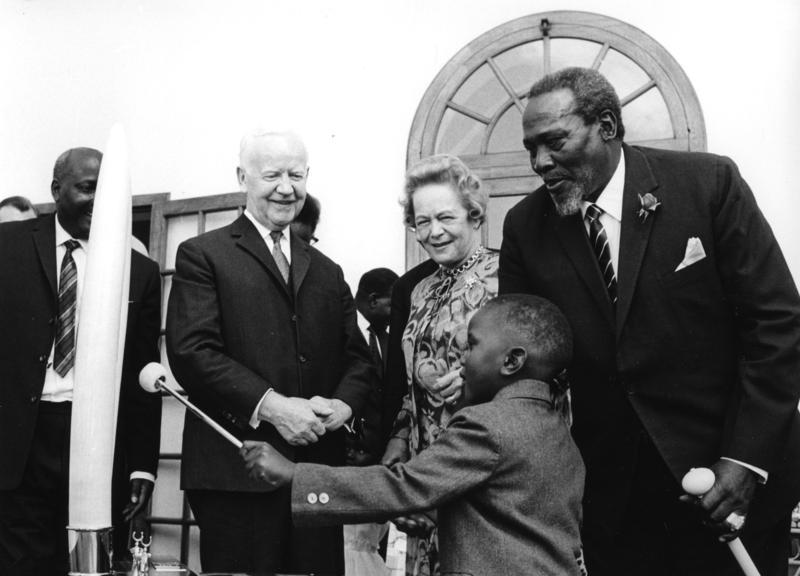
Jomo Kenyatta und Heinrich Lübke, 1966

Kenyattas Geburtsjahr ist nicht sicher; es liegt zwischen 1889 und 1895. Sein Geburtsname war Kamau wa Ngengi und er lebte zunächst mit seinen Eltern aus dem Volk der Kikuyu in Ng'enda, einem Dörfchen im Kiambu-Distrikt. Dieser Heimatgegend blieb er ein Leben lang treu verbunden, weshalb seine politischen Vertrauten später als der „Kiambu-Clan“ oder als „Kiambu-Mafia“ bezeichnet worden sind. Kenyattas Großmutter väterlicherseits war Massai. Die Familie pflegte auch in späteren Generationen verwandtschaftliche Kontakte mit den Massai, und Kenyatta verbrachte mehrere Monate unter seinen Massai-Verwandten.
Nach dem Tod des Vaters Muigai kehrte seine Mutter Wambui zu ihren Eltern zurück, wo sie bald darauf starb. Daraufhin verließ Kamau Ng'enda und zog zu seinem Großvater Kongo wa Magana, der in seiner Dorfgemeinschaft als arathi, also als Seher oder weiser Mann, anerkannt war. Diese Seher hören die Botschaften Ngais und geben sie an das Volk weiter.
Kamau wurde 1909 Mitglied der „Church of Scotland Mission“ in Thogoto, wo er bis 1912 eine Grundschulausbildung erhielt und danach das Schreinerhandwerk erlernte.

### Erste politische Aktivitäten
Im August 1914 ließ er sich christlich taufen und erhielt den Namen John Peter Kamau, den er bald darauf in Johnstone Kamau änderte. Um Arbeit zu finden, reiste er in das nahegelegene Nairobi. Auf einer Sisalfarm in Thika stellte ihn der Ingenieur John Cook, der ihm aus seiner Zeit in Thogoto bekannt war, 1915 als Aushilfsschreiner und Landarbeiter ein.
Im Zuge des Weltkriegs zog die britische Kolonialmacht etwa 200.000 Kenianer als Soldaten und Träger ein und schickte sie nach Tanganjika, um dort gegen die Deutschen zu kämpfen, wobei 50.000 ihr Leben verloren. Dem drohenden Einzug zum Militärdienst entzog sich Kamau durch die Absetzung ins Maassai-Land zu Verwandten nach Narok. Dort arbeitete er für einen indischen Bauunternehmer. Nach Kriegsende 1918 kehrte er auf der Suche nach anderer Arbeit nach Nairobi zurück, wo er im Kramladen von Stephen Ellis als Verkäufer Anstellung fand und in seiner Freizeit die christliche Abendschule besuchte.
1924 wurde Jomo Kenyatta Mitglied der von James Beauttah und Joseph Kang'ethe geführten Kikuyu Central Association. Die KCA war die wichtigste Interessengruppe der schwarzen Bevölkerung. Sie setzte sich für Steuersenkung und Landrückgabe ein, gleichzeitig kämpfte sie gegen die von christlichen Missionaren angestrebte Ächtung der Beschneidung weiblicher Genitalien; in den Bestrebungen der Missionare sah die KCA einen inakzeptablen Eingriff in die Kikuyu-Kultur. 
Ebenfalls zu dieser Zeit machte er sich selbständig und baute einen Teil seines Hauses in Dagoretti zum Kramladen namens „Kenyatta Store“ um, der bald darauf zu einem beliebten Anlaufpunkt für Schwarze aus allen Stämmen wurde.
Seine Englischkenntnisse erlaubten es ihm ab 1926, Briefe für die KCA zu entwerfen und zu übersetzen. Kurz darauf wurde er zum Geschäftsführer des KCA ernannt. Im Mai begann er das Kikuyu-Wochenmagazin „Muigwithania“ (Der Versöhner) herauszugeben, das in einer indischen Druckerei hergestellt wurde, und reiste auf seinem Motorrad landauf landab und gründete KCA-Stützpunkte. 1929 wurde er von KCA nach London entsandt, um vor dem Colonial Office Klage zu erheben. Am 17. Februar startete Kenyatta von Mombasa aus und erreichte am 8. März London. Unter dem Motto „Gebt uns unser Land zurück“ publizierte Kenyatta zur Unterstützung der Klage verschiedene Artikel in den englischen Zeitungen The Times und The Manchester Guardian. Am 24. September 1930 kehrte er wieder zurück nach Mombasa und arbeitete im Anschluss für die „Kikuyu Independent School“ in Githunguri. An diesen unabhängigen Schulen wurde auch Englisch gelehrt, woran die weißen Siedler – im Gegensatz zum Colonial Office in London – nicht sonderlich interessiert waren. Öffentlich wendete er sich nun gegen die weibliche Beschneidung beziehungsweise Genitalverstümmelung.
Am 2. Mai 1931 begann er seine zweite Reise nach London, wo er eine Petition der KCA vor einer Parlamentskommission vortragen sollte. Weil ihn die Kommission nicht vorließ, schrieb er sich im Quäker-Kolleg Woodbrooke in Birmingham als Student ein. Zu Ostern 1932 wurde ihm endlich erlaubt, vor der Carter Land Commission auszusagen und danach beendete er sein Studium in Woodbrooke. Im August 1932 besuchte Kenyatta die UdSSR und besuchte auf Einladung von George Padmore, eines radikalen Westinders aus Trinidad, die KUTW in Moskau. Padmore überwarf sich 1933 mit den Russen, woraufhin auch Kenyatta nach Großbritannien zurückkehren musste.
Von 1934 bis 1938 widmete er sich dem Studium am University College London und arbeitete mit am „Barlow’s Kikuyu Dictionary“ (Barlows Kikuyu-Wörterbuch). 1935 begann Kenyatta ein Sozialanthropologie-Studium an der London School of Economics and Political Science bei Bronisław Malinowski; seine Magisterarbeit wurde 1938 unter dem Titel „Facing Mount Kenya“ und unter seinem neuen Namen Jomo Kenyatta publiziert.

### Der Weg zur Unabhängigkeit
Ab 1940 schlug er sich als Gelegenheitsarbeiter, als Darsteller im Film Sanders of the River (mit Paul Robeson) und als Farmarbeiter durch.
Im Februar 1945 organisierte Kenyatta den Weltgewerkschaftskongress in London und im Oktober auch den 5. Pan-Afrikanischen-Kongress in Manchester, den bedeutendsten dieser seit 1919 stattfindenden Kongress-Reihe. Die Wahlsprüche lauteten: „Freiheit jetzt“ und „Afrika den Afrikanern“. Folglich gründete er 1946 mit Kwame Nkrumah die multinationale Pan-African Federation und im September kehrte er als Leiter des Kenya Teachers College in Githunguri nach Kenia zurück.
Nachdem Juntas Gichuru zurückgetreten war, wurde Kenyatta am 1. Juni 1947 Präsident der Kenya African Union. In der KAU standen sich Radikale wie Dedan Kimathi und Real-Politiker scharf gegenüber. Kenyatta gehörte zu den moderaten „Realos“, dennoch misstrauten ihm die Briten. Zu dieser Zeit erhielt er Morddrohungen von weißen Siedlern. Seit seinem Aufenthalt in Moskau vermutete man außerdem, er sei Kommunist. Von 1948 bis 1950 bereiste Kenyatta Kenia. Auf zahllosen Versammlungen verlangte er sowohl die Unabhängigkeit für sein Land innerhalb von drei Jahren als auch die Rückgabe des Landes durch die weißen Siedler. Gleichzeitig rief er seine Landsleute auf, hart zu arbeiten, und verdammte den herrschenden Tribalismus, die Untätigkeit sowie die Kriminalität.
Kenyatta nahm 1950 an einem gemeinsamen Treffen von KAU und dem Kenya Indian Congress teil, auf der eine Resolution des Gewerkschafters Makhan Singh zur Freiheit Ostafrikas angenommen wurde. Im Mai 1951 traf sich Kenyatta mit James Griffiths, dem Britischen Staatssekretär für Kolonialangelegenheiten, und forderte eine Verfassungskonferenz noch vor Mai 1953.
1952 hatte sich in Kiambu, einem Aufruf der KAU folgend, eine große Menge versammelt, um Kenyatta zu hören. Daraufhin erklärte die Kolonialregierung am 20. Oktober den Ausnahmezustand. Kenyatta wurde umgehend zusammen mit 182 anderen Führungspersönlichkeiten verhaftet und am 18. November wegen Anstiftung zum Aufstand angeklagt. Trotz Verteidigung durch mehrere Anwälte wurde Kenyatta am 8. April 1953 wegen des Mau-Mau-Aufstands zu sieben Jahren Zwangsarbeit und anschließender Sicherungsverwahrung verurteilt. Zu diesem Zeitpunkt war er 60 Jahre alt. Er wurde in das Gefängnis von Lokitaung verbracht. Alle Rechtsmittel, die sein Anwalt bis 1954 dagegen einlegte, blieben ohne Wirkung.
Am 14. April 1959 wurde er zwar aus dem Gefängnis entlassen, aber in Lodwar unter Hausarrest gestellt. Im Dezember 1960 wurde der Ausnahmezustand aufgehoben und die Kenya African National Union (KANU) wählte Kenyatta in Abwesenheit zum Vorsitzenden. Als am 14. August 1961 die Verbannung aufgehoben wurde, ging Kenyatta nach Gatundu und in weitere Orte, wo ihm überall ein jubelnder Empfang bereitet wurde. Am 28. Oktober erfolgte die offizielle Ernennung zum KANU-Präsidenten. Somit konnte er die Delegation zur ersten wichtigen Lancaster-Konferenz nach London anführen. Mitglieder der Konferenz waren u. a. der junge Gewerkschafter Tom Mboya und der radikale Oginga Odinga, beide Luo, sowie Ronald Ngala und der spätere Präsident Daniel arap Moi. Während der Konferenz wurde eine neue Verfassung entworfen. Kenia wurde darin als Land bezeichnet, das den Afrikanern gehört. Schwarzen Kenianern wurde der Zugang zu den „White Highlands“ garantiert. Viele weiße Siedler verkauften daraufhin ihren Besitz und verließen Kenia.
Kenyatta wurde 1962 Mitglied des Legislativrates und Minister für Verfassung und Wirtschaft in einer Koalitionsregierung aus Weißen, Indern und afrikanischen Ureinwohnern. Im Mai 1963 schließlich errang die KANU einen grandiosen Wahlsieg, bei dem Kenyattas Partei 83 der 124 Wahlkreise für sich gewinnen konnte.

### Präsidentschaft
Am 1. Juni 1963 wurde Kenyatta Premierminister. Er berief sein Kabinett ein; dieser Tag wurde zum Nationalfeiertag, dem Madaraka Day, das bedeutet auf Swahili „Selbstverwaltung“. Er sprach öfter versöhnlich und vertrauensbildend vor weißen Siedlern. Am 12. August überzeugte er in seiner berühmten Rede in Nakuru die weißen Siedler, im Lande zu bleiben. Beide Seiten sollten vergeben und vergessen. In der Folge stützte sich Kenyatta tatsächlich weiterhin auf weiße Beamten und Richter. Er enteignete kein weißes Land. Siedler, die ihr Land aufgaben, wurden mit Hilfe der britischen Regierung kompensiert. Die Landreform ließ viele landlos, machte sie zu Landlosen auf dem Land schwarzer Besitzer. Viele von ihnen zogen in die Städte, bevorzugt in die Slums von Nairobi. Das Land ging an schwarze Großgrundbesitzer, und Kenyatta gehörte zu ihnen. Diese Gruppe der Reichen nennt der Volksmund treffend „Wabenzi“, nach der Automobilmarke Benz, die ihr Statussymbol geworden ist. Bis auf den heutigen Tag sind einige britische Truppen in Kenia stationiert. In der Nähe von Nanyuki unterhalten sie ein großes Trainingslager.
Mit Hilfe britischer Truppen wurde sowohl eine somalische Attacke als auch eine eigene Armee-Revolte niedergeschlagen. KADU und KANU gingen am 10. November 1964 zusammen und das Land wurde praktisch Einparteienstaat. Am 12. Dezember 1964, dem ersten Jahrestag der Unabhängigkeit vom Vereinigten Königreich, wurde Jomo Kenyatta der erste Präsident der Republik Kenia. 1966 erlitt er einen Herzinfarkt. Es kam zu weiteren Grenzzwischenfällen mit Somalia. Das Landprogramm wurde offiziell für beendet erklärt. Die KANU spaltete sich. Ihr Vizepräsident Oginga Odinga gründete mit 29 Abgeordneten eine sozialistische Partei, die Kenya People’s Union, die KPU. Kenyatta versuchte dieser Bewegung, die vorgab, für die arme Masse zu sprechen, durch Gesetzes- und Verfassungsänderungen Herr zu werden. Die Mitglieder der KPU wurden von Kenyattas Sicherheitsdienst immer wieder verfolgt. In den Zeiten des Kalten Kriegs wurde dies vom Westen mehr oder weniger toleriert. Der smarte Tom Mboya, dem allgemein zugetraut wurde, einmal Kenyattas Nachfolger zu werden, stand fest an der Seite Kenyattas und des Westens. Odinga gab seinen Posten als Vizepräsident auf, ihm folgte für kurze Zeit der schöngeistige Joseph Murumbi, der sich aber bald enttäuscht aus der Politik zurückzog und auf diesem Wege Platz für Daniel arap Moi machte.
Kenyatta versuchte 1967 in einer ostafrikanischen Wirtschaftsgemeinschaft (EAC) mit Milton Obote, Uganda, und Julius Nyerere, Tansania, z. B. Bahn, Post und Fluggesellschaften gemeinsam zu führen.
Seine Biographie erschien 1968 und trägt den Titel Suffering Without Bitterness.
Am 5. Juli 1969 wurde Tom Mboya in Nairobi auf offener Straße von einem Kikuyu niedergeschossen und starb. Der Mörder Mboyas kam vor ein Gericht und wurde später gehängt. Bisher lässt sich keinerlei Verwicklung von höheren Stellen nachweisen, aber der Tod Mboyas brachte die Luo, die sich so von der Macht ferngehalten sehen, auf Jahre in Rage, es kam zum bitteren Zwist mit den Kikuyu. Als Kenyatta einen Versöhnungsbesuch in Kisumu abstattete – die gesamte Luo-Führung war anwesend – drohte die Situation aufgrund der wütenden Menge zu eskalieren, so dass die Polizei scharf schoss: mindestens 10 Tote sind zu beklagen. Die KPU wurde verboten, obwohl die Verfassung Oppositionsparteien erlaubte. Odinga wurde ohne Gerichtsurteil verbannt. Paramilitärische Polizeitruppen aus Kikuyu und loyalen verwandten Stämmen, General Service Unit (GSU), wurden zum Schutz der Regierungsinteressen geformt.
Am 29. Januar 1970 wurde Kenyatta für die zweite Amtszeit als Präsident vereidigt. Die Tourismus-Industrie blühte auf.
In Uganda putschte Idi Amin im Jahr 1971, und Kenyattas Tochter Jane (Jeni) heiratete 1973 Udi Gecaga. Am 5. November 1974 wurde er für die dritte Amtszeit als Präsident vereidigt.
Es kam 1975 zum Mord an Josiah Mwangi Kariuki, einem Kikuyu, Ex-Mau-Mau und Abgeordneten des Nyandarua North Wahlbezirks. Dagegen erhob sich Protest. Kritiker wurden unter Hausarrest gestellt. Die Landfrage verstummte unter diesem Druck auf Jahre. In Nairobi explodierten Bomben einer radikalen Gruppe (Poor’s People Liberation Group).
Kenyatta erlitt im April 1977 erneut einen Herzinfarkt. Die EAC war am Ende, handstreichartig wurden die Flugzeuge, Güter und andere Transportmittel wie Schiffe und Lastwagen der Gemeinschaft konfisziert. Kenia sicherte sich den Löwenanteil. Die Spannungen zwischen den Ländern blieben über Jahre bestehen. Es kam immer wieder zu Übergriffen und Scharmützeln an der Grenze.
Am 14. August 1978 versammelte Kenyatta in seinem Haus in Mombasa seine ganze Familie um sich. Auch sein Sohn aus zweiter Ehe, Peter Mugaria samt Familie flog dazu aus Großbritannien ein. Am 22. August starb der „Vater der Nation“ in Anwesenheit seiner Frau Ngina und seines Sohnes Peter Muigai friedlich im Schlaf. Das Staatsbegräbnis fand am 31. August statt. Mzee Jomo Kenyatta wurde in einem eigenen Mausoleum vor dem Parlamentsgebäude von Nairobi beigesetzt.

## Bedeutung für das kenianische Volk

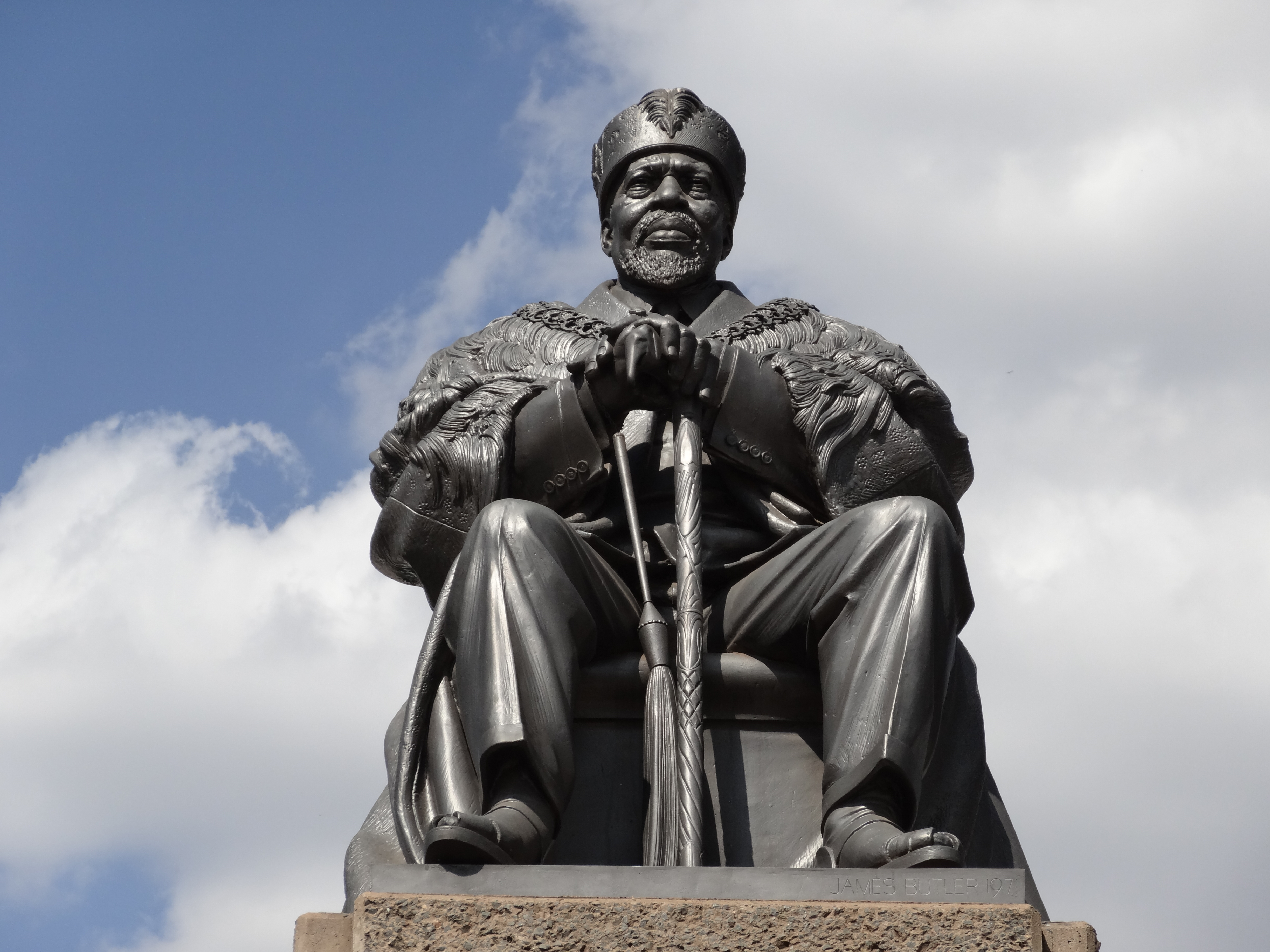
Denkmal in Nairobi von James Walter Butler, 1972

Eine zufriedenstellende Übersetzung seines erst spät angenommenen Namens „Kenyatta“ existiert nicht. Da der Name „Kenya“ selbst eine Anglisierung des ursprünglichen Wortes „Kiri nijaga“ (Mount Kenya, „Der strahlende Berg“, kurz: „Kinja“) ist, kann Kenyatta auch kein genuin afrikanischer Name sein. Am ehesten trägt der Name die Bedeutung „der Kenianer“. Die manchmal anzutreffende Ausweitung auf alle Bewohner von Kenia (Kenianer = Kenyatten) ist falsch.
Kenyattas Leben und Werk wird von der übergroßen Rolle und ehrenden Anerkennung durch sein Volk als „Vater der Nation“ überstrahlt. Manche Biographien oder Darstellungen sind eher als Hagiographie zu bezeichnen. So sind auch nicht alle Daten und Ereignisse immer zweifelsfrei zu belegen. Kenyatta war hoch respektiert, aber in manchen seiner Positionen und Handlungen auch höchst umstritten. In der neueren Diskussion wird ihm der Titel des „Vaters der Nation“ manchmal sogar gänzlich abgesprochen. Seine Anrede war „Mzee“ (sprich Mseeh). In Swahili ist „mzee“ die Anrede für jeden ehrwürdigen älteren Mann. Er aber war der „Mzee“. So wird er z. B. auch auf den alten Schilling-Münzen des Landes genannt. Kenyatta rief unter dem Slogan Harambee, was auf Swahili etwa so viel heißt wie: „Lasst uns alle zusammen an einem Strick ziehen!“, eine noch heute wichtige gesellschaftliche Selbsthilfebewegung ins Leben.
Eine der immer wieder gestellten und letztlich wahrscheinlich nicht umfassend zu beantwortenden Fragen, ist die Frage nach seiner Rolle im Mau-Mau-Freiheitskampf. Dafür wurde er schließlich zu sieben Jahre Gefängnis und späterem Hausarrest verurteilt. Fest steht, dass er weder operativer noch heimlicher Führer dieses militärischen Kampfes war. Er war nicht mit den Methoden dieses Kampfes einverstanden, stand aber auch diesem Teil seines Volkes nahe, denn diese Kämpfer wollten ebenfalls die Kolonialherrschaft der Briten beenden. Insofern hatte man gemeinsame Ziele, aber nicht die gleichen Wege. Er verstand es, die Übergriffe der Mau-Mau-Kämpfer politisch zu nutzen, wodurch z. B. der Widerstandswille der Bevölkerung auch nach dem Zusammenbruch des Mau-Mau nicht erlahmte. Die Mau-Mau-Kämpfer wurden später jedoch nie in irgendeiner Form kompensiert oder von Kenyatta an der Macht beteiligt.
Ihm gelang es, durch eine maßvolle Landreform die weißen Siedler im Land zu behalten. Ökonomisch versuchte man sich mit einer ostafrikanischen Wirtschaftsgemeinschaft, gemeinsam mit Milton Obote, Staatschef von Uganda, und Julius Nyerere, Präsident der Republik Tansania (die heute in einigen Bereichen zum Teil wiederhergestellt wird). Diese Gemeinschaft zerbrach aber bis zum Jahr 1978 an ideologischen Differenzen und führte zu langjährigen Drohgebärden und Abschottungen der Länder. Auch wenn Kenyatta offiziell eine blockfreie Politik verfolgte, entwickelte sich Kenia zu einem wirtschaftlich erfolgreichen afrikanischen Staat, der auch ausländische Investoren anzog. Kenia wurde auch unter seiner Amtszeit Mitglied der Vereinten Nationen.
Kenyatta gilt nach einem jahrelangen Freiheitskampf, in dem er die Nation wirklich einte, nach wissenschaftlicher und journalistischer Arbeit, nach persönlichem Leiden in Gefängnis beziehungsweise Verbannung und überzeugender politischer Führerschaft vielen Menschen als „Taa ya Kenya“ (Swahili: „das Licht Kenias“) und einer der großen Führer Afrikas in der Unabhängigkeitsphase.
Dieser großartigen Lebensleistung stehen aber auch Schattenseiten gegenüber, so sein immer autoritärer werdender Führungsstil und der immer wieder erhobene Vorwurf, sich an Land, Elfenbein und Bodenschätzen bereichert zu haben. Sein Sicherheitsapparat drangsalierte politische Opponenten. Dieser Apparat wurde auch mit Mordfällen an politischen Gegnern in Verbindung gebracht, z. B. im Mordfall Josiah Mwangi Kariuki.
Der internationale Flughafen in Nairobi, Jomo Kenyatta International Airport (JKIA), wurde nach ihm benannt, außerdem viele Schulen und andere Institutionen.

## Privatleben
Kenyatta war viermal verheiratet, aus allen Ehen sind Kinder hervorgegangen. Nach Kikuyu-Tradition heiratete er 1919 Grace Wahu. Seine erste Tochter Margaret Wambui Kenyatta, später die Oberbürgermeisterin von Nairobi, wurde 1928 geboren. Im Mai 1942 heiratete er in West Sussex die Engländerin Edna Clarke, die er später wieder verließ. Am 11. August 1943 ist sein Sohn Peter Mugaria Kenyatta geboren. Im selben Jahr heiratete Kenyatta zum dritten Mal, diesmal Grace Wanjiku Koinange, die Schwester seines politischen Weggefährten Mbiyu Koinange und Tochter des verstorbenen Senior Chief Koinange. Die junge Ehefrau Grace Wanjiku starb im Kindbett, die Tochter Jane Wambui Kenyatta überlebte. Mit seiner letzten Frau Ngina Kenyatta, genannt „Mama Ngina“, die er 1951 geheiratet hatte, bekam er vier Kinder: 
- Kristina Wambui Kenyatta-Pratt (* September 1952)
- Anna Nyokabi Kenyatta (genannt „Jeni“)
- Uhuru Kenyatta (* 1961), von März 2013 bis September 2022 4. Präsident der Republik Kenia
- Muhoho Kenyatta (* 1964)

Sein Großneffe ist Tom Morello, auch Gitarrist der US-Band Rage Against the Machine.

## Werke
- Facing Mount Kenya – The Tribal Life of the Gikuyu (1938), Vintage Books USA, 1962, ISBN 0-394-70210-7
- My People of Kikuyu and the Life of Chief Wangombe. Oxford University Press, 1967, ISBN 0-19-680542-2
- Suffering Without Bitterness. The Founding of the Kenya Nation. (Autobiographie, 1968)
- The Challenge of Uhuru: The Progress of Kenya, 1968 to 1970. East African Publishing House, 1971 (Selected and prefaced extracts from the public speeches of His Excellency, Mzee Jomo Kenyatta, President of the Republic of Kenya)